# Lichtjesroute

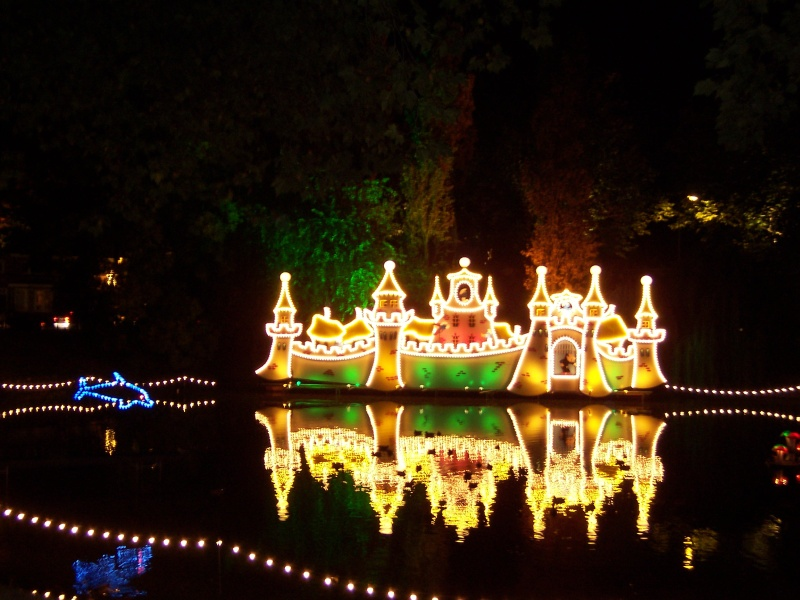
Smurfen op het Hendrik de Keyzerplein tijdens de Lichtjesroute in 2005

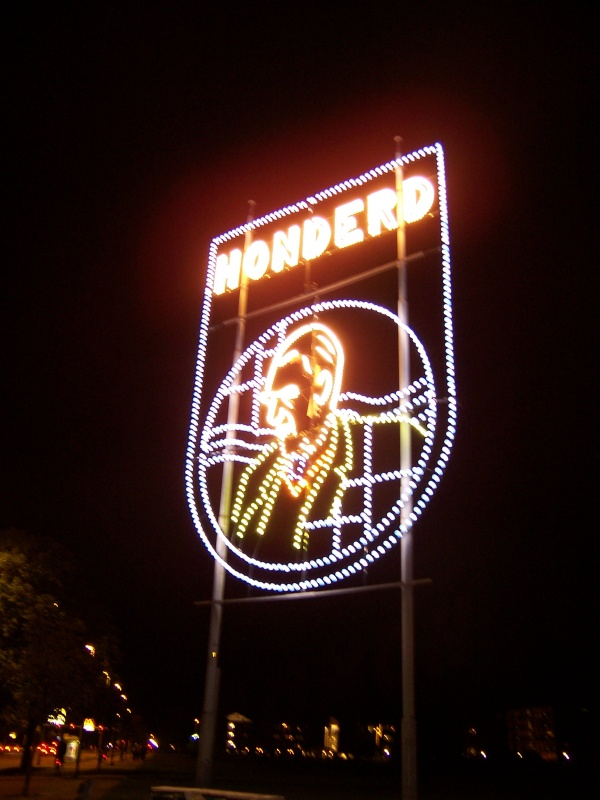
Een afbeelding van Frits Philips ter gelegenheid van zijn honderdste verjaardag

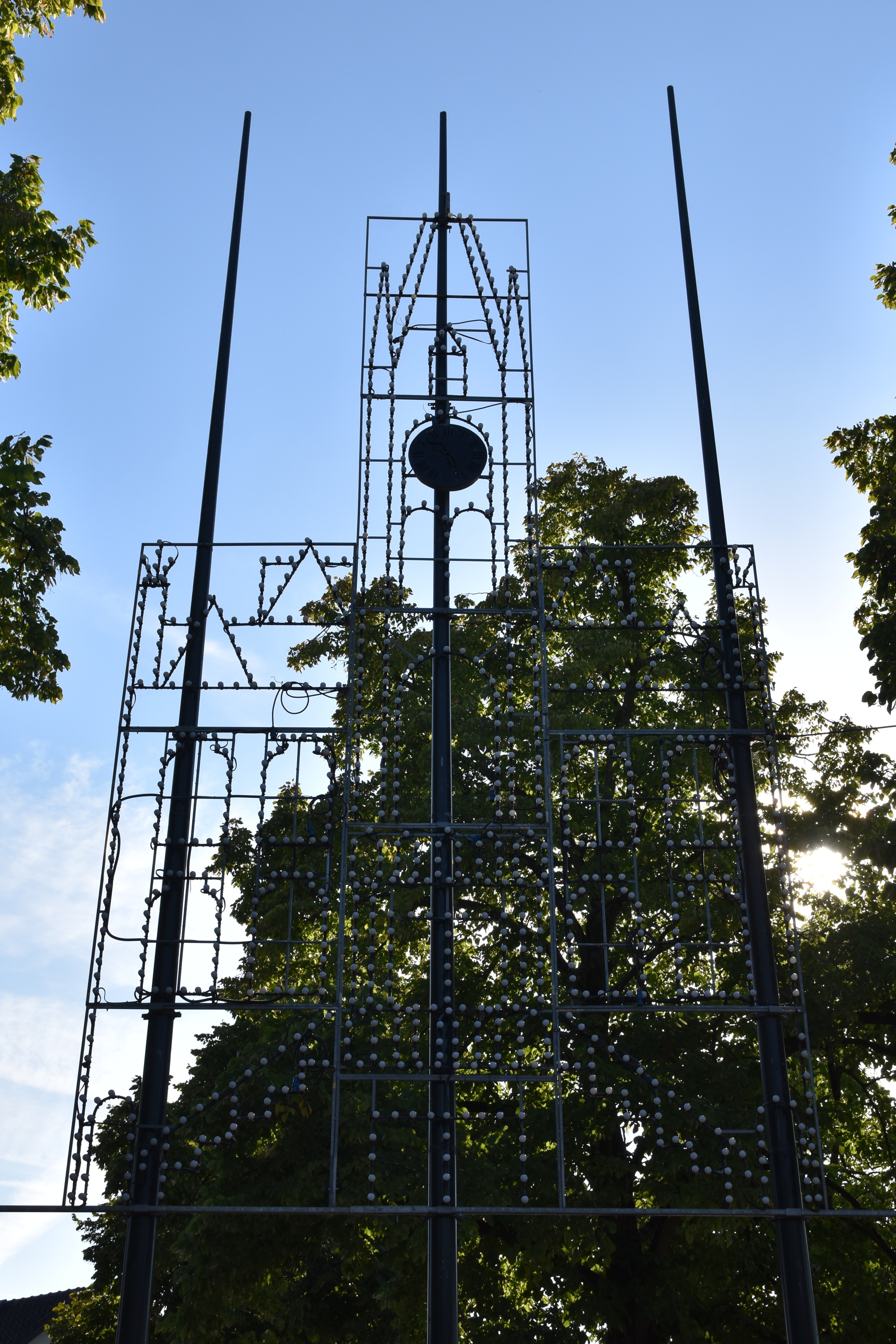
Een lichtornament van het oude stadhuis van Eindhoven

De Lichtjesroute is een evenement dat in het najaar, beginnend met de bevrijdingsoptocht op 18 september, wordt gehouden in Eindhoven. Het is het 'gevolg' van de bevrijding van Eindhoven: het doel van de lichtjesroute is het in stand houden van de herinnering aan de bevrijding van Eindhoven, met het uitbeelden van herdenking en vrijheid maar ook van de illusie van 'sprookjes in licht'.

## Oorsprong
Al bij de eerste herdenking van de bevrijding van Eindhoven werd een Feestverlichtingscomité gevormd. Hierin zaten vertegenwoordigers van het Gemeentelijk Energiebedrijf, Philips, de Federatie van Buurtverenigingen, de Eindhovensche Installateursvereniging en de VVV. De bedoeling van dit comité was om met licht de feestvreugde extra glans te geven. De Eindhovense bevolking werd opgeroepen medewerking te verlenen door hun huis met licht mee te laten schitteren. Doordat materialen zo kort na de oorlog schaars waren, lag een kaars voor het raam of vetpotje buiten voor de hand.
Vanaf 1947 was de aanpak professioneler doordat de Stichting Bevrijdingsherdenking de coördinatie van alle bevrijdingsactiviteiten op zich nam. Ook die van de inmiddels tot Lichtjesroute uitgegroeide Lichtjesdag. Op verschillende plaatsen in de stad, de zogenoemde Brandpunten, brandde vier dagen lang de feestverlichting tussen 20.00 en 24.00 uur. Met de jaren groeide het aantal Brandpunten gestaag. En in 1969, 25 jaar na de bevrijding, bedroeg de lengte van de route niet minder dan ruim 40 km. Dit was vooralsnog het laatste 'Lichtjesroute-jaar'.
In 1984 vond een aantal 'fanatiekelingen' het hoog tijd de Lichtjesroute-traditie nieuw leven in te blazen. Via een mailing werd 1000 bedrijven gevraagd om financiële steun. En via de plaatselijke media werden vrijwilligers gezocht die de 'nieuwe' Lichtjesroute mee zouden verwezenlijken.

## De route nu
De Lichtjesroute zoals die sinds 1984 is vormgegeven bestaat uit een traject door het centrum van Eindhoven, en door de stadsdelen Stratum, Strijp en Woensel. Omdat de route ongeveer 22 kilometer lang is en vooral populair is bij kleine kinderen wordt hij meestal met de auto gereden. Maar er is ook rekening gehouden met fietsers die de route willen rijden. De route wordt aangegeven door reflecterende 'wijzer' borden waarop een pijl en een rode afbeelding van een gloeilamp staat. Op sommige wijzers staat de tekst 'fietsroute', om aan te geven dat fietsers daar een alternatieve weg moeten volgen.
Langs het traject zijn aan de lantaarnpalen raamwerken bevestigd waaraan lampen zitten, in de vorm van diverse voorwerpen en dieren. Meestal worden meerdere soorten licht-'vormen' die een gemeenschappelijk thema hebben bij elkaar geplaatst - bijvoorbeeld alle dieren bij elkaar. De plaatsing van de vormen verschilt per jaar, maar op sommige plaatsen worden elk jaar dezelfde vormen teruggehangen. Zo hingen er vroeger bijvoorbeeld altijd halve maantjes in de Halvemaanstraat, en in Eckart hingen sterrenbeelden omdat de straatnamen daar sterrenbeelden zijn. In het Witte Dorp hangen geen raamwerken, maar zijn op de erkers van de huizen rode, witte en blauwe lampen geplaatst die op de witte huizen schijnen.
Op een aantal punten langs de route bevinden zich rustplaatsen, waar mensen bijvoorbeeld iets kunnen eten of even kunnen rondlopen, zoals op het Hendrik de Keyzerplein. Dit zijn meestal de drukste punten op de route, en hier staan dan ook nogal eens lange opstoppingen. Tot voor kort was het Gelderlandplein ook een dergelijk punt, waar bovendien de auto's in een lus om het plein moesten rijden. Dit is echter de laatste jaren afgeschaft.
De armaturen die voorheen te zien waren op het Gelderlandplein zijn nu te zien op het stuk Halvemaanstraat tussen Zwaanstraat en Koenraadlaan.
Het voormalig rustpunt Gelderlandplein is verhuisd naar het stuk Koenraadlaan langs Strijp R, en met succes.
Via de lichtjesroute-audiotour, waarvan elk jaar een nieuwe versie verschijnt, is aanvullende informatie te beluisteren over de ornamenten langs de route. Deze audiotour is gedurende de periode dat de lichtjesroute brandt te downloaden via de site van de lichtjesroute en te vinden in de app izi-travel, zodat deze met de eigen smartphone is te volgen. De audiotour kan per auto of per fiets worden gereden.

## Modernisering
In 2006 werd begonnen met de vervanging van gloeilampen door led-verlichting, en werden de eerste duizend led-lampen aangeschaft. Geleidelijk zal afscheid van de gloeilamp worden genomen, maar de benodigde investeringen zijn vooralsnog betrekkelijk hoog. Spaarlampen komen niet in aanmerking vanwege hun grotere gewicht en ongeschiktheid voor buitenverlichting.